# Chuck Close
Chuck Close, pseudônimo de Charles Thomas Close (Washington, 5 de julho de 1940 - Oceanside, 19 de agosto de 2021), foi um fotógrafo e pintor americano.  Close utilizava no Foto-realismo, uma técnica em que a pintura é similar a uma fotografia, e que se enquadra no movimento artístico denominado de Hiper-realismo.

## Biografia
Frequentou a Universidade de Washington, em Seattle, e a Faculdade de Arte e Arquitectura, em Yale. Enquanto estudante, Close foi fortemente influenciado pelo expressionismo abstracto muito em voga na pintura. Nas suas experiências começou a reduzir o tamanho das pinceladas ao mais pequeno grau ao ponto de minimizar ou mesmo eliminar a sua relevância. Por este motivo, o seu estilo foi muitas vezes comparado ao de movimentos artísticos como o minimalismo ou até o Foto-realismo, que procurava criar uma ligação entre a pintura e a fotografia na representação.
Ao receber uma bolsa de estudo, Close parte para Viena, na Áustria, para estudar na Akademie der Bildenen Künste. Em 1965, começou a trabalhar a partir de fotografias. A sua primeira exposição individual realizou-se em Nova Iorque, em 1970. É também nesta época que os seus retratos começaram a ganhar reconhecimento. Um autorretrato gigantesco a preto e branco foi o primeiro trabalho pintado a partir de fotografias, levando quatro meses a ser concluído. Para realizar este trabalho, Close fez várias fotografias de si próprio onde a cabeça e o pescoço ocupavam todo o enquadramento, transferindo depois ponto por ponto para a enorme tela, pintada com tinta acrílica e um aerógrafo.
Desde 1992 Chuck Close pintou diversos retratos de grande tamanho baseados em fotografias previamente tiradas por si. O seu primeiro quadro com aplicação desta técnica, "Big Self Portrait", um autorretrato pintado a preto e branco, foi exibido na New York Gallery of Modern Art em 1973. Seguiram-se pinturas do rosto de amigos como Richard Serra ou Philip Glass. Desde então pinta frequentemente os mesmos retratos utilizando diferentes técnicas.
De longe os seus quadros são perfeitos retratos. Vistos de perto são incontáveis marcas de formas diversas (círculos, quadrados, …). Um dos quadros mais interessantes é o do rosto de uma mulher de idade avançada totalmente pintado com a impressão digital de Close.
Em 1988, Close ficou paralisado numa cadeira de rodas devido a um coágulo sanguíneo na coluna vertebral. Mais tarde acabaria por conseguir readquirir a mobilidade parcial dos seus braços, entretanto, regressou à pintura, embora recorrendo a algumas técnicas que lhe permitissem trabalhar na sua cadeira de rodas. Passou a pintar com o pincel na boca. Os seus retratos são delineados pelos seus assistentes, para depois serem pintados por Close numa técnica similar à utilizada no Impressionismo e no Pontilhismo. O resultado é uma tela com pequenas pinturas que vistas a uma determinada distância parecem uma única imagem.
Inúmeras fotografias de Chuck Close encontram-se integradas em coleções de instituições como o Art Institute of Chicago, o Philadelphia Museum of Art, o Whitney Museum of American Art, a Tate Gallery (Londres) e o Musee National d'Art Moderne (França).
Entre 1989 e 1999, o Museu de Arte Moderna de Nova Iorque organizou uma retrospectiva do seu trabalho.
Close morreu em 19 de agosto de 2021, aos 81 anos de idade, em um hospital de Oceanside.